# جیمی کندی
جیمی کندی (انگلیسی: Jamie Kennedy؛ زادهٔ ۲۵ مهٔ ۱۹۷۰) بازیگر اهل ایالات متحده آمریکا است.
از فیلم‌ها یا برنامه‌های تلویزیونی که وی در آن نقش داشته‌است، می‌توان به ترفند، جیغ، دشمن کشور، بهتر از این نمی‌شه، جیغ ۲، جیغ، جیغ ۳، رومئو + ژولیت، جی و باب ساکت پاتک می‌زنند، بوفینگر، تحت‌تعقیب‌ترین‌های مالیبو، استثنایی‌ها، اعمال خوب و پسر ماسک اشاره کرد.